# Новотроїцьк (Тяжинський округ)
Новотро́їцьк (рос. Новотроицк) — присілок у складі Тяжинського округу Кемеровської області, Росія.

## Населення
Населення — 24 особи (2010; 97 у 2002).
Національний склад (станом на 2002 рік):
- росіяни — 97 %